# NGC 2857

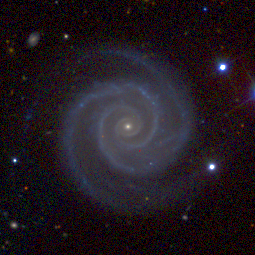
Photo en lumière visible prise à l'Observatoire européen austral.

NGC 2857 (Arp 1) est une vaste galaxie spirale située dans la constellation de la Grande Ourse. NGC 2857 a été découverte par l'astronome irlandais R. J. Mitchell en 1856.

## Caractéristiques
La classe de luminosité de NGC 2857 est III et elle présente une large raie HI.
Selon la base de données Simbad, NGC 2857 est une galaxie LINER, c'est-à-dire une galaxie dont le noyau présente un spectre d'émission caractérisé par de larges raies d'atomes faiblement ionisés.

### Distance
Sa vitesse par rapport au fond diffus cosmologique est de 5 056 ± 13 km/s, ce qui correspond à une distance de Hubble de 74,6 ± 5,2 Mpc (∼243 millions d'al). 
À ce jour, deux mesures non basées sur le décalage vers le rouge (redshift) donnent une distance de 45,400 ± 34,931 Mpc (∼148 millions d'al), ce qui est à l'intérieur des valeurs de la distance de Hubble en raison de l'incohérence entre ces deux mesures. Ici, il vaudrait mieux choisir la distance de Hubble pour calculer le diamètre de cette galaxie.

### Galaxie particulière d'Halton Arp
NGC 2857 est le premier objet catalogué dans l'Atlas of Peculiar Galaxies d'Halton Arp et l'un des six objets Arp dans la section Galaxie à faible brillance de surface. Les autres sont Arp 2 (UGC 10310), Arp 3, Arp 4, Arp 5 (NGC 3664), et Arp 6 (NGC 2537).

## Supernova
La supernova SN 2012fg a été découverte dans NGC 2857 le 7 octobre 2012 dans le cadre du programme Master Global Robotic Net. Cette supernova était de type IIb.

## Groupe de NGC 2857
NGC 2857 fait partie d'un groupe de galaxies qui porte son nom. Le groupe de NGC 2857 comprend cinq galaxies du catalogue NGC (NGC 2693, NGC 2694, NGC 2769, NGC 2771 et NGC 2857)  et six galaxies du catalogue UGC inscrites dans l'article de Garcia. Les galaxies NGC 2769 et NGC 2771 sont aussi inscrites dans un article d'Abraham Mahtessian paru en 1998. Mahtessian ajoute la galaxie NGC 2767 à ce groupe.